# ميدان هاشعون
ميدان هاشَعون (بالعبرية:כיכר השעון) (ويعني: ميدان الساعة) هو ميدان رئيسي في شمال شرق مدينة يافا القديمة. 
ويقع الميدان في الطرف الشمالي من شارع يافت، وفي الطرف الجنوبي الغربي لشارع رزيل، الذي كان في السابق جزءًا من الطريق الرئيسي من يافا إلى بتاح تكفا ونابلس، وفي الجانب الشمالي الشرقي من يافا القديمة. ويعتبر نقطة انطلاق لثلاثة طرق رئيسية.

## التاريخ

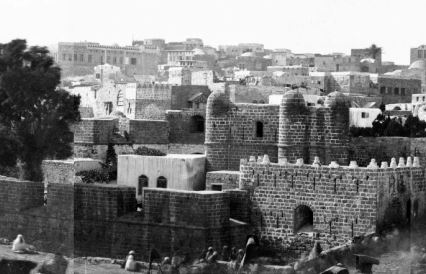
بوابة القدس داخل أسوار مدينة يافا القديمة وخلفها "القلعة" في منطقة ميدان الساعة قبل بنائها. صورة فوتوغرافية من منتصف القرن التاسع عشر

يستمد الميدان اسمه من برج الساعة في المقام في وسطه، والذي شيد بمناسبة الذكرى الخامسة والعشرين لحكم السلطان التركي عبد الحميد الثاني. وتم وضع حجر الأساس عام 1900 في المنطقة التي يمر فيها الطريق الذي يحيط بأسوار يافا ومنطقة السور نفسه، واكتمل البناء عام 1906. وأنشأ الميدان والساعة جنبًا إلى جنب مع العشرات من أبراج الساعات الأخرى في جميع أنحاء الإمبراطورية العثمانية، والتي تضمنت أيضًا أبراجًا أخرى في فلسطين، بما في ذلك القدس وعكا وحيفا - وكلها بنيت بمناسبة اليوبيل الفضي (25 سنة) لحكم للسلطان. بني البرج بتبرع منيوسف بك مويال، وهو تاجر يهودي ثري من المغرب، والذي ساهم في بناء أبراج ساعة في مدن أخرى في إسرائيل. تم بناء الساعة في الأصل كبرج من طابقين بزوايا دائرية. في عام 1911 أضيف طابق آخر للساعة بأرضية ذات زوايا مربعة. تم نقل الساعة إلى الطابق العلوي، وتبقت لوحة نحاسية مخضرة حيث كانت الساعة في الطابق الثاني.
سمي الشارع شارع اسكندر عوض (الكسندر هوارد) وبعد قيام الدولة تغير اسمه إلى شارع رزيل. وكان الميدان مركزًا مهمًا في القرن التاسع عشر وكان محاطاً بمباني البلدية والمكاتب الحكومية.